# サイモン・ヒッキー
サイモン・ヒッキー（Simon Hickey、1994年12月1日 - ）は、ジャパンラグビーリーグワン日野レッドドルフィンズに所属するラグビー選手。

## プロフィール
- ニュージーランドオークランド出身。
- ポジションはスタンドオフ(SO)。
- 身長 174 cm、体重 82 kg。
- 兄のジョノもラグビー選手[1]。
- U20ニュージーランド代表に選ばれたことがある[2]。

## 略歴
オークランド、ブルーズ、ボルドー、エディンバラ、ハリケーンズ、クルセイダーズを経て、2022年、日野レッドドルフィンズに加入。12月25日に行われたJAPAN RUGBY LEAGUE ONE第2節豊田自動織機シャトルズ愛知戦にて途中出場で日本での公式戦初出場を果たした。